# Bisbat de Saint-Brieuc

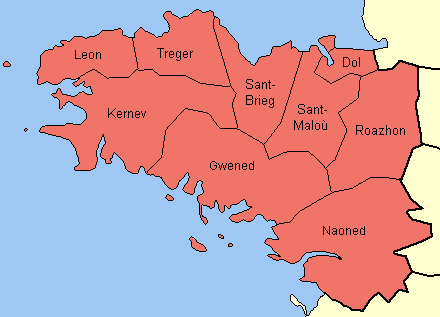
Les diòcesis històriques de la Bretanya abans de la revolució francesa: la de Saint-Brieuc està indicada amb el nom bretó de Sant-Brieg.

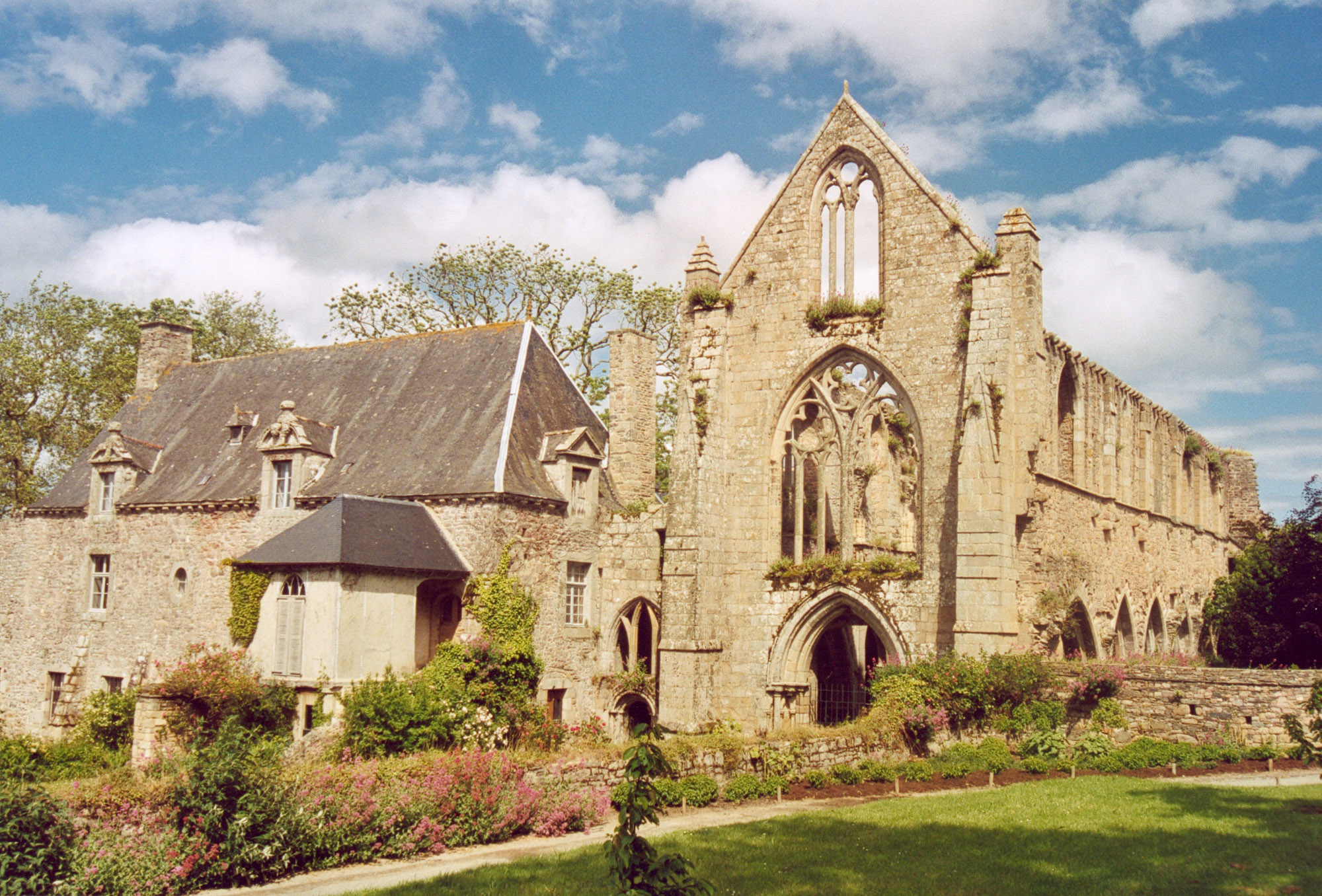
Restes de l'abadia de Beauport a Paimpol, fundada el 1202.

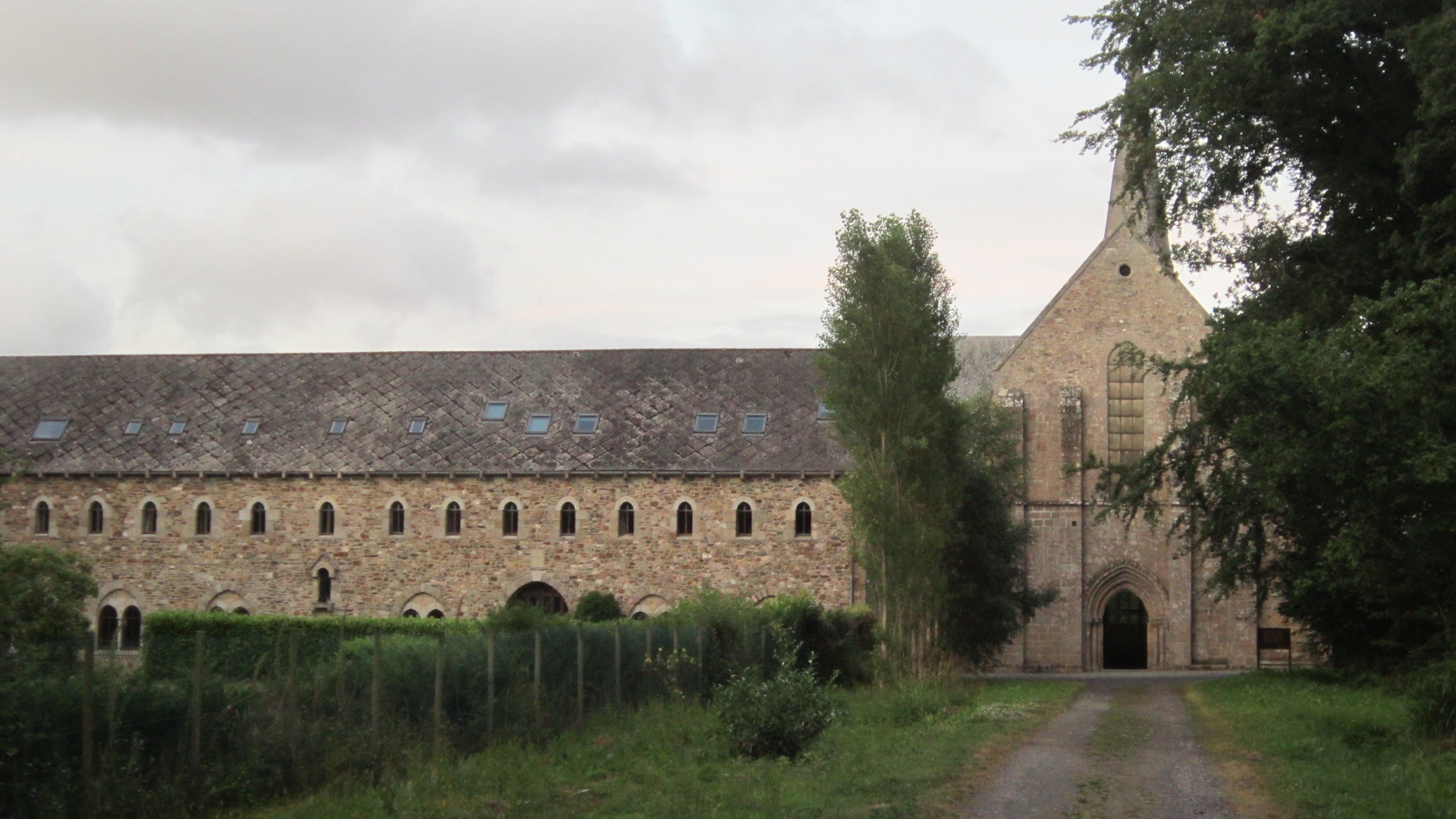
L'abadia de Boquen a Plénée-Jugon, fundada el 1137.

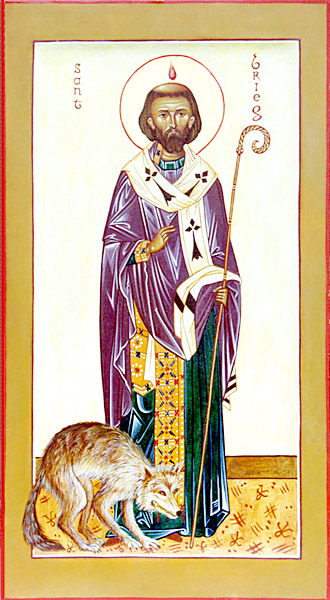
Icona moderna representant a sant Brieuc.

El bisbat de Saint-Brieuc (francès: Diocèse Saint-Brieuc, llatí: Dioecesis Briocensis) és una seu de l'Església Catòlica a França, sufragània de l'arquebisbat de Rennes. Al 2014 tenia 582.000 batejats sobre una població de 591.641 habitants. Actualment està regida pel bisbe Denis Moutel.

## Territori
La diòcesi està situada a la part centro-septentrional de Bretanya, i comprèn el departament francès de Côtes-d'Armor.
La seu episcopal és la ciutat de Saint-Brieuc, on es troba la catedral de Sant Esteve.
El territori s'estén sobre 6.867 km², i està dividit en 58 parròquies, agrupades en 7 zones pastorals: Lamballe, Dinan, Loudéac, Guingamp, Lannion, Paimpol i Rostrenen.

## Història
Els orígens de la diòcesi són incerts. La tradició, a partir del segle xi, senyala el seu naixement amb la fundació d'un monestir del segle vi pel monjo gal·lès Brieuc. La seva Vita no li atribueix el títol de bisbe. Després de la invasió dels normands, les seves relíquies van ser traslladades a Angers poc després del segle ix. La inscripció agregada més tard el qualifica com el primer bisbe de Saint-Brieuc.
D'acord amb una crònica del segle xii, l'Indiculus de episcoporum depositione, la diòcesi de Sant-Brieuc va ser una de les diòcesis erigides el 848 pel primer rei bretó, Nominoë, en relació amb la reforma de l'Església bretona empresa pel rei. Aquest testimoni es considera fiable per alguns historiadors, encara que amb la deguda precaució; incloent Duchesne, que creu que el monestir de Sant Brieuc va ser elevat al rang de diòcesi per Nominoë. D'acord amb aquest autor, a la carta d'invitació al Concili de Savonnières del 859 s'esmenten, entre d'altres, dos bisbes, Felix i Garnobrio (o Garurbrio), que no poden ser atribuïts amb certesa qualsevol seu; per Duchesne, eren els bisbes de Tréguier i Saint-Brieuc.
El primer bisbe testimoniat històricament és Adam, que s'esmenta en 1032 en l'acta de fundació de l'abadia de Sant Jordi de Rennes.
La diòcesi era sufragània de l'arxidiòcesi de Tours. Aquesta dependència va ser qüestionada quan els reis de Bretanya, en un intent de crear una Església bretona independent, van elevar la diòcesi de Dol a seu metropolitana de totes les seus bretones al segle ix. Aquesta decisió reial mai va ser aprovada pels papes i arquebisbes de Tours; la qüestió, tanmateix, va finalitzar només a la fi del segle xii amb una decisió del Papa Innocenci III, que va sotmetre totes les diòcesis bretones a Tours.
A l'època del bisbe Saint Guillaume Pinchon (segle xiii) es va iniciar la construcció en estil gòtic de la catedral.
El 1664 el bisbe Denis de la Barde va establir el seminari diocesà; al segle xix es van erigir tres seminaris menors, a Dinan, a Tréguier i a Plouguernével. El seminari major va ser reconstruït en formes monumentals entre 1925 i 1927.
Abans de la revolució la diòcesi incloïa prop de 120 parròquies dividides en dos ardiaconats Penthièvre, i Goëlo. Pertanyien a la diòcesi també quatre grans abadies: Beauport (a Paimpol), Saint-Aubin des Bois (a Plédéliac), Lanthénac (a La Ferrière) i Boquen (a Plénée-Jugon).
Després del concordat amb la butlla Qui Christi Domini del Papa Pius VII del 29 de novembre de 1801, la diòcesi es va ampliar amb la incorporació de la major part de la diòcesi de Tréguier, i algunes parts de la diòcesi de Dol i Saint-Malo. Totes aquestes diòcesis van ser suprimides. S'incorporaren també algunes parròquies que havien pertangut a les diòcesis de Quimper i de Vannes; contextualment va cedir a aquesta última dues parròquies.
Des del 23 de gener de 1852, els bisbes de Saint-Brieuc poden afegir el títol de bisbes Tréguier al seu propi títol.
El 3 de gener de 1859, la diòcesi va passar a formar part de la província eclesiàstica de l'arxidiòcesi de Rennes.
Amb una ordenança episcopal del 16 de juliol de 1997, Lucien Fruchaud va unir les parròquies de la diòcesi, reduint el nombre de més de 400 a 70, més tard reduït fins a les 61 actuals.

## Cronologia episcopal
- Adam † (citat el 1032)
- Hamon † (abans del 1075 - vers 1088 mort)
- Guillaume I † (abans del 1090 - vers 1099 mort)[3]
- Jean I † (abans del 1109 - després del 1133)
- Rolland † (abans del 1144[4] - 5 d'octubre de 1147 mort)
- Geoffroy I † (citat el 1149)
- Joscion (Josthon) † (vers 1150 - 1157[5] nomenat arquebisbe de Tours)
- Judicaël † (vers 1157 - 1161 mort)[6]
- Geoffroy II † (abans del 1164 - 1202 mort)
- Josselin † (abans d'octubre de 1202 - 1206 mort)
- Guillaume II † (1207 - 1208 mort)
- Pierre † (abans del de novembre de 1208 - 25 d'agost de 1212 mort)
- Sylvestre † (1213 - 1220 mort)
- San Guillaume Pinchon † (1220 - 29 de juliol de 1234 mort)
- Philippe † (1235 - 1248[7] mort)
- André I † (abans del 1251 - inicis del 1256 mort)
- Raoul † (23 de febrer de 1257 - després de novembre de 1259 mort)
- Simon † (vers de gener de 1260 - 1271 mort)
- Pierre de Vannes † (de juliol de 1271 - després del 1290)[8]
- Geoffroy III † (abans del 1295 - 1312 mort)
- Alain de Lamballe † (8 de gener de 1313 - 1320 mort)
- Jean d'Avaugour † (15 de febrer de 1320 - 27 d'abril de 1328 nomenat bisbe de Dol)
- Matthieu Ferrand † (13 de juliol de 1328 - 1329 renuncià)
- Raoul de La Flèche † (23 de gener de 1329 - 17 de març de 1335 mort)
- Gui de Montfort † (1335[9] - 1357 mort)
- Hugues de Montrelais † (21 d'agost de 1357 - 20 de desembre de 1375 renuncià)
- Laurent de La Faye † (2 de gener de 1376 - 6 d'agost de 1379 nomenat bisbe d'Avranches)
- Guillaume Beschard † (6 d'agost de 1379 - 1385 mort)
- Guillaume Anger † (7 de juny de 1385 - 22 de març de 1404 mort)[10]
- Jean de Malestroit † (2 de maig de 1404 - 17 de juliol de 1419 nomenat bisbe de Nantes)
- Alain de la Rue † (18 de setembre de 1419 - 4 de juny de 1424 mort)
- Guillaume Brillet † (7 de juliol de 1424 - 26 de setembre de 1427 nomenat bisbe de Rennes)
- Guillaume Eder † (15 de març de 1428 - 1431 mort)
- Hervé Huguet † (29 de gener de 1432 - després del 17 de març de 1436 mort)
- Olivier du Tillay II † (4 de juliol de 1436 - 1438 mort)
- Jean Prigent † (27 de febrer de 1439 - 25 d'abril de 1450 nomenat bisbe de Saint-Malo)
- Jean L'Espervier † (25 d'abril de 1450 - 15 de juliol de 1450 nomenat bisbe de Saint-Malo)
  - Jacques Pencoel † (15 de juliol de 1450 - ? renuncià) (bisbe electe)
- Jean Prigent † (després del 15 de juliol de 1450 - 1471 o 1472 mort)[11]
- Pierre de Montfort de Laval † (19 de febrer de 1472 - 8 d'octubre de 1473 nomenat arquebisbe de Reims)
  - Pierre de Montfort de Laval † (8 d'octubre de 1473 - 8 d'octubre de 1476 renuncià) (administrador apostòlic)
- Christophe de Penmarch † (14 de gener de 1478 - 17 de desembre de 1505 mort)
- Olivier du Châtel † (9 de març de 1506 - 16 de maig de 1525 mort)
- Jean de Rieux † (6 de setembre de 1525 - 1544 renuncià)
- François de Mauny † (8 de juny de 1545 - 13 de setembre de 1553 nomenat arquebisbe de Bordeus)
  - Jean du Bellay † (13 de setembre de 1553 - 18 de setembre de 1553 renuncià) (administrador apostòlic)
- Jean du Tillet † (18 de setembre de 1553 - 5 d'agost de 1564 nomenat bisbe de Meaux)
- Nicolas Langelier † (5 d'agost de 1564 - 24 de setembre de 1595 mort)
  - Sede vacante (1595-1601)
- Melchior de Marconnay † (19 de novembre de 1601 - 7 de març de 1618 mort)
- André Le Porc de la Porte † (3 de setembre de 1618 - 22 de juny de 1631 mort)
- Etienne de Vilazel (Virazel) † (10 de novembre de 1631 - 1 de juny de 1641 mort)
- Denis de La Barde † (26 de maig de 1642 - 22 de maig de 1675 mort)
- Hardouin Fortin de la Hoguette † (23 de març de 1676 - 15 de juliol de 1680 nomenat bisbe de Poitiers)
- Louis-Marcel de Coëtlogon-Méjusseaume † (1 de setembre de 1681 - 7 de setembre de 1705 nomenat bisbe de Tournai)
- Louis Frétat de Boissieu † (7 de setembre de 1705 - 29 de setembre de 1720 mort)
- Pierre-Guillaume de La Vieuxville-Pourpris † (28 de maig de 1721 - 4 de setembre de 1727 mort)
- Louis-François de Vivet de Montclus † (8 de març de 1728 - 1 de desembre de 1744 renuncià)[12]
- Hervé-Nicolas Thépault de Brignou † (18 de desembre de 1744 - 26 de gener de 1766 mort)
- François Bareau de Girac † (6 d'agost de 1766 - 25 de gener de 1770 renuncià)[13]
- Jules-Basile Ferron de La Ferronnays † (12 de març de 1770 - 2 de març de 1775 renuncià)[14]
- Hugues-François de Regnault-Bellescize † (29 de maig de 1775 - 20 de setembre de 1796 mort)
  - Sede vacante (1796-1802)
- Jean-Baptiste-Marie Caffarelli † (29 d'abril de 1802 - 11 de gener de 1815 mort)
  - Sede vacante (1815-1819)
- Mathias Le Groing de La Romagère † (23 d'agost de 1819 - 19 de febrer de 1841 mort)
- Jacques-Jean-Pierre Le Mée † (12 de juliol de 1841 - 31 de juliol de 1858 mort)
- Guillaume-Elisée Martial † (27 de setembre de 1858 - 26 de desembre de 1861 mort)
- Augustin David † (7 d'abril de 1862 - 27 de juliol de 1882 mort)
- Eugène-Ange-Marie Bouché † (25 de setembre de 1882 - 4 de juny de 1888 mort)
- Pierre-Marie-Frédéric Fallières † (30 de desembre de 1889 - 11 de maig de 1906 mort)
- Jules-Laurent-Benjamin Morelle † (13 de juliol de 1906 - 10 de gener de 1923 mort)
- François-Jean-Marie Serrand † (4 de juny de 1923 - 20 de març de 1949 mort)
- Armand Coupel † (20 de març de 1949 - 19 de gener de 1961 jubilat)
- François-Louis-Marie Kervèadou † (19 de gener de 1961 - 2 d'octubre de 1976 renuncià)
- Pierre Jean Marie Kervennic † (2 d'octubre de 1976 - 21 de desembre de 1991 mort)
- Lucien Fruchaud (17 de juliol de 1992 - 20 d'agost de 2010 jubilat)
- Denis Moutel, des del 20 d'agost de 2010

## Estadístiques
A finals del 2014, la diòcesi tenia 582.000 batejats sobre una població de 591.641 persones, equivalent al 98,4% del total.
| any  | població | població | població | sacerdots | sacerdots       | sacerdots       | sacerdots             | diaques | religiosos | religiosos | parròquies |
| ---- | -------- | -------- | -------- | --------- | --------------- | --------------- | --------------------- | ------- | ---------- | ---------- | ---------- |
| any  | batejats | total    | %        | total     | clergat secular | clergat regular | batejats por sacerdot | diaques | homes      | dones      |            |
| 1950 | 509.000  | 509.898  | 99,8     | 1.039     | 971             | 68              | 489                   |         | 85         | 2.800      | 412        |
| 1970 | 503.000  | 506.102  | 99,4     | 810       | 740             | 70              | 620                   |         | 188        | 2.681      | 416        |
| 1980 | 514.000  | 528.000  | 97,3     | 611       | 575             | 36              | 841                   |         | 103        | 2.185      | 416        |
| 1990 | 536.000  | 549.000  | 97,6     | 484       | 438             | 46              | 1.107                 | 3       | 98         | 1.928      | 416        |
| 1999 | 522.000  | 542.000  | 96,3     | 391       | 346             | 45              | 1.335                 | 9       | 75         | 1.340      | 70         |
| 2000 | 520.000  | 542.373  | 95,9     | 392       | 343             | 49              | 1.326                 | 9       | 73         | 1.320      | 70         |
| 2001 | 541.523  | 542.373  | 99,8     | 383       | 335             | 48              | 1.413                 | 9       | 74         | 1.260      | 70         |
| 2002 | 541.523  | 542.373  | 99,8     | 353       | 305             | 48              | 1.534                 | 9       | 66         | 1.412      | 70         |
| 2003 | 541.323  | 542.373  | 99,8     | 383       | 335             | 48              | 1.413                 | 12      | 66         | 1.381      | 64         |
| 2004 | 541.323  | 542.373  | 99,8     | 306       | 258             | 48              | 1.769                 | 15      | 64         | 1.354      | 64         |
| 2010 | 571.000  | 574.000  | 99,5     | 235       | 215             | 20              | 2.429                 | 20      | 30         | 858        | 61         |
| 2014 | 582.000  | 591.641  | 98,4     | 173       | 165             | 8               | 3.364                 | 26      | 21         | 726        | 58         |